# Luna Ad Noctum
Luna Ad Noctum är ett symfonisk black metal-band, startat i Polen, år 1998. 

## Medlemmar
Nuvarande medlemmar
- AN6 (Adrian Nefarious) – basgitarr, sång (1998– )
- Dragor – trummor (1998– )
- Tomas Infamous (Tomasz Trybek) – gitarr (1998– )
- Blasphemo (Dariusz Wirth) – gitarr (2001– )

Tidigare melemmar
- Noctivagus Ignominous – keyboard (1998–2002)

## Diskografi
Demo
- Moonlit Sanctum (2000)

EP
- Lunar Endless Temptation  (2001)

Studioalbum
- Dimness Profound (2002)
- Sempiternal Consecration (2004)
- The Perfect Evil In Mortal (2006)
- Hypnotic Inferno (2013)